# 维拉尔卢比耶尔
维拉尔卢比耶尔（法語：Villar-Loubière，法語發音：[vilaʁ lubjɛʁ]）是法国上阿尔卑斯省的一个市镇，属于加普区。

## 地理
维拉尔卢比耶尔（44°49'34"N, 6°8'44"E）面积22.63 平方千米，位于法国普罗旺斯-阿尔卑斯-蓝色海岸大区上阿尔卑斯省，该省份为法国东南部内陆省份，北起萨瓦省，西北接伊泽尔省，西南接德龙省，南至上普罗旺斯阿尔卑斯省，东北部与意大利接壤。
与维拉尔卢比耶尔接壤的市镇（或旧市镇、城区）包括：拉沙佩勒-昂瓦尔戈德马、瓦尔戈德马地区圣莫里斯、瓦尔茹夫雷。

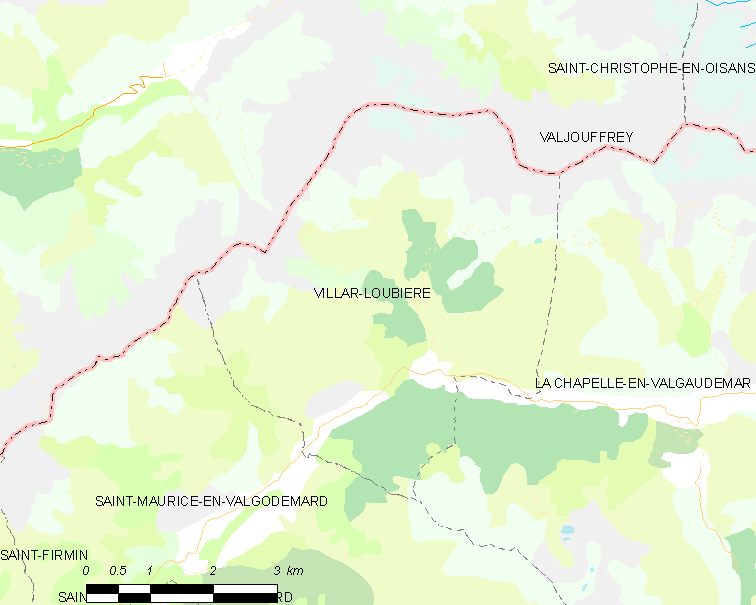
维拉尔卢比耶尔的OSM定位图

维拉尔卢比耶尔的时区为UTC+01:00、UTC+02:00（夏令时）。

## 行政
维拉尔卢比耶尔的邮政编码为05800，INSEE市镇编码为05182。

## 政治
维拉尔卢比耶尔所属的省级选区为圣博内昂尚索尔县。

## 人口

1962-2008年间维拉尔卢比耶尔人口变化图示

维拉尔卢比耶尔于2022年1月1日时的人口数量为31人。